# HD 186660
HD 186660，又名BD-03 4701，SAO 143776、HR 7516，是一颗恒星，视星等为6.48，位于銀經36.61，銀緯-13.42，其B1900.0坐标为赤經19h 40m 38.5s，赤緯-3° -13.42′ 33″。